# 1998 WQ1
1998 WQ1 är en asteroid i huvudbältet som upptäcktes 18 november 1998 av den japanska astronomen Takao Kobayashi vid Ōizumi-observatoriet.
Asteroiden har en diameter på ungefär 8 kilometer och den tillhör asteroidgruppen Themis.